# ماركوس ريد
ماركوس ريد هو شاعر كندي، ولد في 1952 في ساسكاتشوان في كندا.